# 피에트로 롬바르디 (가수)
피에트로 롬바르디(Pietro Lombardi, 1992년 6월 9일 ~ )는 독일의 가수로, 《독일은 슈퍼스타를 찾습니다 시즌 8》의 우승자이다.